# Lasioglossum sandhouseae
Lasioglossum sandhouseae är en biart som beskrevs av Michener 1951. Lasioglossum sandhouseae ingår i släktet smalbin, och familjen vägbin. Inga underarter finns listade i Catalogue of Life.